# Acolasis meskei
Coenipeta meskei là một loài bướm đêm trong họ Erebidae.